# 健康地理学
健康地理学（けんこうちりがく、英語: health geography）とは、健康に関わる空間や場所の問題を考察する、地理学の分野である。

## 成立背景
健康地理学は医学地理学（medical geography）から発展し、1990年代に成立した分野である。1980年代後半以降ではイギリス医学地理学でも人文主義地理学や文化地理学の影響を受けたことで、絶望の景観（landscapes of despair）や治療の景観（therapeutic landscapes）概念が提示されるとともに、健康と場所の関連性に関心が向けられた。具体的には、構成効果と文脈効果が着目された。構成効果と文脈効果は、地域の健康格差を説明する要因となる。
この動向は、ロビン・ケアンズ（Robin Kearns）のエッセイが発端となった。ケアンズは、健康の社会的な形成プロセスを重視し、健康を研究するうえで場所の重要性を主張した。これにより医学地理学に新たなアプローチが形成され、健康地理学が提起された。
1995年には『Health & Place』誌が創刊された。『Health & Place』誌は、健康と場所に関する研究を対象としており、医学地理学のもとでは十分に取り扱えなかった健康地理学の新しい潮流を扱える場となった。

## 研究対象

### 近隣環境研究
近隣環境研究とは、居住環境が居住者に及ぼす健康への影響を考察する研究のことで、健康地理学の研究の中でも注目されてきた。
先進国であっても居住環境は社会的な健康格差の要因の1つであり続け、社会問題となっていた。健康格差に影響を及ぼす近隣環境として、サリー・マッキンタイアほかは、自然環境、健康的な環境の利用可能性、日常生活を支えるサービス供給、社会・文化的特性、地区の評判の5つに整理した。マッキンタイアほかは、貧困など不健康になりやすい社会経済的条件をもつ人々は不健康になりやすい居住環境をもつ地域に居住することになり、健康格差が拡大することも指摘した。